# Daniel Kahneman
Daniel Kahneman (Tel Aviv, Palestina británica, 5 de marzo de 1934-(Nunningen , Suiza, 27 de marzo de 2024) fue un psicólogo israelí-estadounidense reconocido por su trabajo sobre la psicología del juicio y la toma de decisiones, así como sobre la economía del comportamiento. Sus hallazgos empíricos desafían el supuesto de la racionalidad humana que prevalece en la teoría económica moderna.
En 2002, conjuntamente con Vernon Smith, fue laureado con el Premio del Banco de Suecia en Ciencias Económicas en memoria de Alfred Nobel por haber integrado aspectos de la investigación psicológica en la ciencia económica, especialmente en lo que respecta al juicio humano y la toma de decisiones bajo incertidumbre. Es llamativo que Kahneman ganara este premio siendo psicólogo de profesión, por lo que erróneamente en algunas fuentes se le cita como economista. Este premio sería también compartido con Amos Tversky (Psicólogo Matemático), dado el conjunto significativo de trabajo conjuntamente desarrollado, lamentablemente falleció de melanoma metastásico (un tipo de cáncer de piel) antes de finalmente ser laureados por sus contribuciones.

## Biografía
Daniel Kahneman nació en Tel Aviv, Mandato británico de Palestina, en 1934, donde su madre estaba visitando a familiares. Pasó sus años de infancia en París, Francia, donde sus padres habían emigrado desde Lituania a principios de los años veinte. Kahneman y su familia estaban en París cuando fue ocupado por la Alemania nazi en 1940. Su padre fue detenido en la primera redada mayor de judíos franceses, pero fue puesto en libertad después de seis semanas debido a la intervención de su empleador. La familia siguió unida el resto de la guerra, y sobrevivió intacta a excepción de la muerte del padre de Kahneman, por diabetes, en 1944. Kahneman y su familia se trasladaron entonces a la Palestina británica en 1948, poco antes de la creación del Estado de Israel.[cita requerida]
Kahneman escribió sobre su experiencia en la Francia ocupada por los nazis, explicando en parte por qué entró en el campo de la psicología:

"Debe haber sido a finales de 1941 o principios de 1942. Los judíos tenían que llevar la Estrella de David y a partir de las 6 de la tarde estaban obligados a cumplir con el toque de queda impuesto. Había ido a jugar con un amigo cristiano y me había quedado demasiado tarde. Giré mi suéter marrón de adentro hacia afuera para caminar las pocas cuadras hasta mi casa. Mientras caminaba por una calle vacía, vi acercarse a un soldado alemán. Llevaba el uniforme negro que me habían dicho que temiera más que otros, el que llevaban los soldados de las SS especialmente reclutados. Cuando me acerqué a él, tratando de caminar rápido, me di cuenta de que me miraba atentamente. Luego me hizo señas, me levantó y me abrazó. Me aterraba que se diera cuenta de la estrella dentro de mi suéter. Me hablaba con gran emoción, en alemán. Cuando me dejó, abrió su cartera, me mostró una foto de un niño y me dio algo de dinero. Volví a casa más seguro que nunca de que mi madre tenía razón: la gente era infinitamente complicada e interesante. (Kahneman, 2003, p. 417)".

Kahneman obtuvo la licenciatura en ciencias con especialidad en psicología y posteriormente un máster en matemáticas de la Universidad Hebrea de Jerusalén en 1954. Después, trabajó en el departamento de psicología de las Fuerzas de Defensa de Israel. Una de sus responsabilidades era evaluar a los candidatos para la escuela de entrenamiento de oficiales, y desarrollar pruebas y medidas para este propósito. En 1958, fue a los Estados Unidos para estudiar el doctorado en psicología en la Universidad de California en Berkeley. Su disertación de 1961, aconsejada por Susan Ervin, examinó las relaciones entre los adjetivos en el diferencial semántico y «me permitió participar en dos de mis actividades favoritas: el análisis de complejas estructuras correlacionales y la programación Fortran», como recordaría más tarde.[cita requerida]

## Trayectoria profesional
Kahneman inició su labor docente en 1961 enseñando psicología en la Universidad Hebrea de Jerusalén. Ocupó el cargo de profesor de psicología en la Universidad de Columbia Británica (1978-1986) y en la Universidad de California en Berkeley (1986-1994). En el momento de su fallecimiento, era catedrático en el Departamento de Psicología de la Universidad de Princeton.[cita requerida]

## Trayectoria académica
En el 2002 obtuvo el Premio del Banco de Suecia en Ciencias Económicas en memoria de Alfred Nobel. Es miembro de la Academia Nacional de Ciencias de Estados Unidos, de la Sociedad Filosófica, de la Academia Estadounidense de las Artes y las Ciencias y miembro de la Asociación Psicológica Estadounidense, de la Sociedad Psicológica Estadounidense, de la Sociedad de Psicólogos Experimentales y de la Sociedad Econométrica. El 14 de junio del 2012, ingresó como académico correspondiente en la Real Academia de Ciencias Económicas y Financieras de España.

## Campos de estudio

### Juicio y toma de decisiones
Tuvo una larga colaboración con Amos Tversky. En conjunto, Kahneman y Tversky publicaron una serie de artículos seminales en el campo general del juicio y la toma de decisiones, que culminaron con la publicación de su teoría de las perspectivas en 1979 (Kahneman & Tversky, 1979). Kahneman fue finalmente galardonado con el Premio del Banco de Suecia en Ciencias Económicas en memoria de Alfred Nobel en 2002 por su trabajo sobre la teoría de la perspectiva. Después de esto, la pareja se unió a Paul Slovic para editar una compilación titulada Juicio bajo incertidumbre: heurística y sesgos (1982), que resultó ser un importante resumen de su trabajo y de otros avances recientes que habían influido en su pensamiento.[cita requerida]
En su biografía, Kahneman afirma que su colaboración con Tversky comenzó después de que Kahneman invitara a Tversky a dar una conferencia en uno de los seminarios de Kahneman en la Universidad Hebrea de Jerusalén, en 1968 o 1969. Su primer trabajo conjunto, Creencia en la ley de pequeños números, se publicó en 1971 (Tversky y Kahneman, 1971). Publicaron siete artículos en revistas en los años 1971-1979. Aparte de la teoría de las perspectivas, el más importante de estos artículos fue Juicio bajo incertidumbre: heurística y prejuicios (Tversky y Kahneman, 1974), que se publicó en la prestigiosa revista Science e introdujo el concepto de anclaje.[cita requerida]
La principal contribución de Kahneman a la ciencia económica consiste en el desarrollo, junto a Amos Tversky, de la denominada teoría de las perspectivas, según la cual los individuos toman decisiones, en entornos de incertidumbre, que se apartan de los principios básicos de la probabilidad. A este tipo de decisiones lo denominaron atajos heurísticos. Una de las manifestaciones de los atajos heurísticos es la aversión a la pérdida. De este modo, un individuo prefiere no perder 100 dólares antes que ganar 100 dólares, lo cual supone una asimetría en la toma de decisiones.[cita requerida]
La importancia de las investigaciones de Kahneman radica en su utilidad para modelar comportamientos no racionales, que se apartan de la concepción neoclásica del Homo economicus y que se aproximan a la teoría keynesiana y a algunas teorías del ciclo económico.[cita requerida]

### Conducta económica
Kahneman y Tversky eran becarios en el Centro de Estudios Avanzados en Ciencias del Comportamiento de la Universidad Stanford en el periodo académico 1977-1978. Un joven economista, Richard Thaler, era profesor visitante ese mismo periodo en el plantel en Stanford de la Oficina Nacional de Investigaciones Económicas. Según Kahneman, "[Thaler y yo] pronto nos hicimos amigos, y desde entonces hemos tenido una considerable influencia uno sobre el pensamiento del otro" (Kahneman, 2003, p. 437). Tomando como base la teoría de la perspectiva y el trabajo de Kahneman y Tversky, Thaler publicó Hacia una teoría positiva de la elección del consumidor en 1980, artículo que Kahneman ha llamado "el texto fundacional en la economía conductual". (Kahneman, 2003, p. 438).
Kahneman y Tversky se involucraron fuertemente en el desarrollo de este nuevo enfoque de la teoría económica y su participación en este movimiento tuvo, como efecto, reducir la intensidad y exclusividad de su anterior período de colaboración conjunta. Continuaron publicando juntos hasta el final de la vida de Tversky, pero el período en que Kahneman publicó casi exclusivamente con Tversky terminó en 1983, cuando publicó dos trabajos con Anne Treisman, su esposa desde 1978.[cita requerida]

### Psicología hedonista
En los años 90, el foco de la investigación de Kahneman comenzó a cambiar gradualmente en el énfasis hacia el campo de la llamada psicología hedonista. Este subcampo está estrechamente relacionado con el movimiento positivo en psicología, que estaba ganando popularidad en ese entonces. Según Kahneman y sus colegas:

"La psicología hedonista (...) es el estudio de lo que hace que las experiencias y la vida sean agradables o desagradables. Se trata de sentimientos de placer y dolor, de interés y aburrimiento, de alegría y dolor, de satisfacción e insatisfacción. También se ocupa de toda la gama de circunstancias, desde lo biológico a lo social, que ocasionan sufrimiento y disfrute."

Es difícil determinar con precisión cuándo la investigación de Kahneman comenzó a centrarse en la psicología hedonista, aunque probablemente provino de su trabajo sobre la noción económica de utilidad. Después de publicar varios artículos y capítulos en todos menos uno de los años que abarcan el período 1979-1986 (un total de 23 trabajos en un lapso de ocho años), Kahneman publicó exactamente un capítulo durante los años 1987-1989. Después de este hiato, comenzaron a aparecer artículos sobre la utilidad y la psicología de la utilidad (por ejemplo, Kahneman y Snell, 1990; Kahneman y Thaler, 1991; Kahneman y Varey, 1991). En 1992, Varey y Kahneman introdujeron el método de evaluar momentos y episodios como una manera de capturar "experiencias extendidas a través del tiempo". Mientras Kahneman siguió estudiando la toma de decisiones (por ejemplo, Kahneman, 1992, 1994; Kahneman y Lovallo, 1993), la psicología hedonista fue el foco de un creciente número de publicaciones (por ejemplo, Fredrickson & Kahneman, 1993; Kahneman, Fredrickson, Schreiber & Redelmeier y Kahneman, 1996), lo que culminó en un volumen coeditado con Ed Diener y Norbert Schwarz, estudiosos del bienestar subjetivo, del afecto y el bienestar.
Con David Schkade, Kahneman desarrolló la idea de la ilusión de enfoque (Kahneman y Schkade, 1998; Kahneman, Krueger, Schkade, Schwarz & Stone, 2006) para explicar en parte los errores que cometen las personas al estimar los efectos de diferentes escenarios sobre su futura felicidad. Este concepto, también conocido como pronóstico afectivo, lo ha estudiado ampliamente Daniel Gilbert. La "ilusión" se produce cuando las personas consideran el impacto de un factor específico sobre su felicidad general, tienden a exagerar en gran medida la importancia de ese factor, mientras que pasan por alto los muchos otros factores que en la mayoría de los casos tienen un mayor impacto. Un buen ejemplo lo proporciona el trabajo de Kahneman y Schkade en 1998: "¿Vivir en California hace feliz a la gente? Una ilusión centrada en los juicios sobre la satisfacción con la vida?" En ese documento, los estudiantes en el Medio Oeste y en California reportaron niveles similares de satisfacción con la vida, pero los midwesterners pensaron que sus pares californianos serían más felices. La única información distintiva que tenían los estudiantes del Medio Oeste al hacer estos juicios era el hecho de que sus pares hipotéticos vivían en California. Así, se "centraron" en esta distinción, sobreestimando así el efecto del tiempo en California sobre la satisfacción de sus residentes con la vida.

## Publicaciones

### Libros
- Kahneman, D., Slovic, P., & Tversky, A. (1982) Judgment Under Uncertainty: Heuristics and Biases. New York: Cambridge University Press.
- Kahneman, D., & Tversky, A. (Eds.) (2000) Choices, values and frames. New York: Cambridge University Press.
- Kahneman, D. (2011) Thinking, Fast and Slow, Farrar, Straus and Giroux, ISBN 978-0374275631. (Reseñado por Freeman Dyson en la New York Review of Books22 dic 2011, pp. 40–44.) Traducido al español como: Pensar rápido, pensar despacio. ISBN 9788483068618
- Kahneman, D., Sibony O., & Sunstein C. (2021) Ruido: Un fallo en el juicio humano. Santiago de Chile, Penguin Random House.

### Artículos
- Kahneman, D .; Beatty, J. (1966). "Diámetro pupilar y carga en memoria". Ciencia, 154(3756): 1583-1585. PMID 5924930. doi: 10.1126 / science.154.3756.1583
- Tversky, A .; Kahneman, D. (1971). "Creencia en la ley de pequeños números". Boletín Psicológico, 76(2): 105-110. Doi: 10.1037 / h0031322
- Kahneman, D .; Tversky, A. (1972). "Probabilidad subjetiva: un juicio de representatividad". Psicología cognitiva, 3(3): 430-454. Doi: 10.1016 / 0010-0285 (72) 90016-3
- Kahneman, D. (1973). Atención y esfuerzo. Englewood Cliffs, Nueva Jersey: Prentice-Hall.
- Kahneman, D .; Tversky, A. (1973). "En la psicología de la predicción". Revisión Psicológica. 80 (4): 237 - 251. Doi: 10.1037 / h0034747.
- Tversky, A .; Kahneman, D. (1973). "Disponibilidad: Una heurística para juzgar la frecuencia y la probabilidad". Psicología cognitiva. 5 (2): 207 - 232. Doi: 10.1016 / 0010-0285 (73) 90033-9.
- Tversky, A .; Kahneman, D. (1974). "Juicio bajo incertidumbre: Heurística y sesgos". Ciencia. 185 (4157): 1124 - 1131. PMID 17835457. doi: 10.1126 / science.185.4157.1124.
- Kahneman, D .; Tversky, A. (1979). "Teoría de la perspectiva: un análisis de las decisiones bajo riesgo". Econometrica. 47 (2): 263 - 291. JSTOR 1914185. doi: 10.2307 / 1914185.
- Tversky, A .; Kahneman, D. (1981). "La formulación de las decisiones y la psicología de la elección". Ciencia. 211 (4481): 453 - 458. PMID 7455683. doi: 10.1126 / science.7455683.
- Kahneman, D .; Tversky, A. (1984). Msgstr "Opciones, valores y marcos". Psicólogo Americano. 39 (4): 341 - 350. Doi: 10.1037 / 0003-066X.39.4.341.
- Kahneman, D .; Miller, D. T. (1986). "Teoría de las normas: Comparación de la realidad con sus alternativas". Revisión Psicológica. 93 (2): 136 - 153. Doi: 10.1037 / 0033-295X.93.2.136.
- Kahneman, D .; Knetsch, J. L .; Thaler, R.H. (1990). "Pruebas experimentales del efecto de dotación y el teorema de Coase". Revista de Economía Política. 98 (6): 1325 - 1348. Doi: 10.1086 / 261737.
- Fredrickson, B. L .; Kahneman, D. (1993). "Dedicación de la duración en evaluaciones retrospectivas de episodios afectivos". Revista de Personalidad y Psicología Social. 65 (1): 45 - 55. PMID 8355141. doi: 10.1037 / 0022-3514.65.1.45.
- Kahneman, D .; Lovallo, D. (1993). "Opciones tímidas y previsiones audaces: una perspectiva cognitiva sobre la toma de riesgos". Ciencias de la Gestión. 39: 17-31. Doi: 10.1287 / mnsc.39.1.17.
- Kahneman, D .; Tversky, A. (1996). "Sobre la realidad de las ilusiones cognitivas". Revisión Psicológica. 103 (3): 582 - 591. PMID 8759048. doi: 10.1037 / 0033-295X.103.3.582.
- Schkade, D. A .; Kahneman, D. (1998). "¿Vivir en California hace feliz a la gente? Una ilusión centrada en los juicios de satisfacción con la vida". Ciencias Psicológicas. 9 (5): 340 - 346. Doi: 10.1111 / 1467-9280.00066.
- Kahneman, D. (2003). "Una perspectiva sobre el juicio y la elección: Mapeando la racionalidad limitada". Psicólogo Americano. 58 (9): 697 - 720. PMID 14584987. doi: 10.1037 / 0003-066X.58.9.697.
- Kahneman, D .; Krueger, A .; Schkade, D .; Schwarz, N .; Stone, A. (2006). "¿Serías más feliz si fueras más rico? Una ilusión centrada" (PDF). Ciencia. 312 (5782): 1908 - 10. PMID 16809528. doi: 10.1126 / science.1129688.
- Kahneman, D. (2003). Mapas de la racionalidad limitada: una perspectiva sobre el juicio intuitivo y la elección. En T. Frangsmyr (Ed.), Les Prix Nobel 2002 [Premios Nobel 2002]. Estocolmo, Suecia: Almquist & Wiksell International. Tenga en cuenta que este capítulo tiene dos secciones: la primera es una autobiografía (con un elogio para Amos Tversky), y la segunda es una transcripción de su conferencia Nobel, que es lo que el título se refiere. La parte autobiográfica ha sido reeditada como: Kahneman, D. (2007). Daniel Kahneman. En G. Lindzey & W.M. Runyan (eds.), Una historia de la psicología en la autobiografía, volumen IX (pp. 155-197). Washington D. C.: Asociación Americana de Psicología. También está disponible en el sitio web del Premio Nobel.